# Bertópolis
Bertópolis is een gemeente in de Braziliaanse deelstaat Minas Gerais. De gemeente telt 4.780 inwoners (schatting 2009).

## Aangrenzende gemeenten
De gemeente grenst aan Felisburgo, Machacalis, Palmópolis, Rio do Prado, Santa Helena de Minas, Umburatiba en Itanhém (BA).